# Pentaedro
In geometria solida, un pentaedro è un poliedro con 5 facce.
Ci sono due tipi combinatori di pentaedro:
- Una piramide avente come base un quadrilatero. Il poliedro ha 5 vertici e 8 spigoli. I vertici della base hanno valenza 3 ed il vertice ha valenza 4.
- Un poliedro avente due facce triangolari e tre facce quadrilatere che congiungono a coppie le facce dei triangoli.

Se i due triangoli sono paralleli e congruenti, si tratta di un prisma a base triangolare; le facce quadrilatere sono allora parallelogrammi.
Se invece i due triangoli non sono congruenti ma solo simili, allora il solido è un tronco di piramide triangolare e le facce laterali sono trapezi.
Un altro caso notevole è quello in cui una delle facce quadrangolari è un rettangolo e lo spigolo opposto è parallelo a due dei suoi lati: in questo caso il poliedro prende il none di cuneo.
Il poliedro ha 6 vertici e 9 spigoli. Le valenze sono tutte 3.
| Piramide a base quadrata. - Facce: 4, 3, 3, 3, 3 - 5 vertici - 8 spigoli | Prisma triangolare. - Facce: 4, 4, 4, 3, 3 - 6 vertici - 9 spigoli |